# Surrency
Surrency – miasto w Stanach Zjednoczonych, w stanie Georgia, w hrabstwie Appling.